# Етенхајм
Етенхајм (њем. Ettenheim) град је у њемачкој савезној држави Баден-Виртемберг. Једно је од 51 општинског средишта округа Ортенау. Према процјени из 2010. у граду је живјело 12.152 становника. Посједује регионалну шифру (AGS) 8317026.

## Географски и демографски подаци
Етенхајм се налази у савезној држави Баден-Виртемберг у округу Ортенау. Град се налази на надморској висини од 193 метра. Површина општине износи 48,9 km². У самом граду је, према процјени из 2010. године, живјело 12.152 становника. Просјечна густина становништва износи 249 становника/km².

## Међународна сарадња
| Мјесто  | Држава    | Врста сарадње | Од    |
| ------- | --------- | ------------- | ----- |
|         | Шпанија   | партнерство   | 2001. |
| Бенфелд | Француска | партнерство   | 1970. |
| Авелгем | Белгија   | партнерство   | 1977. |
| Извор   |           |               |       |